# 45 f.Kr.
45 f.Kr. var ett skottår som började en fredag i den proleptiska julianska kalendern, men i verkligheten antingen ett normalår som började en torsdag, fredag eller lördag, eller ett skottår som började en fredag eller lördag i den julianska kalendern (se skottårsfelet i den julianska kalendern för mer information). Det var också det första året i den julianska kalendern, som infördes i och med detta år.

## Händelser

### Efter plats

#### Romerska republiken
- Julius Caesar blir ensam konsul i Rom.
- 1 januari – Den julianska kalendern, som har införts i Romarriket året innan, börjar gälla.
- 17 mars – Julius Caesar besegrar Titus Labienus och Pompejus pompeiska styrkor i slaget vid Munda, vilket blir Caesars sista seger. Titus Labienus stupar under slaget och Pompejus avrättas, men Sextus Pompeius flyr för att ta befälet över återstoden av den pompeiska flottan.
- Veteranerna i Caesars legioner XIII Gemina och X Equestris hemförlovas, varvid de från tionde legionen slår sig ner i Narbo, medan de från trettonde får något bättre land i själva Italien.
- Caesar utnämns till diktator på livstid.
- Caesar skriver sitt verk Kommentarer (troligen detta år).

#### Indien
- Detta är det första året i den indiske kejsaren Azes I:s era (troligen detta år).

## Födda
- Iullus Antonius, son till Marcus Antonius och Fulvia, konsul 10 f.Kr.
- Wang Mang, usurpator mot den kinesiska Handynastin och kejsare av Xindynastin

## Avlidna
- Februari – Tullia, dotter till Cicero
- 17 mars
  - Titus Labienus, romersk fältherre (stupad)
  - Publius Attius Varus, romersk fältherre (stupad)
- 12 april – Gneius Pompeius, son till Pompeius (avrättad)
- 31 december – Quintus Fabius Maximus, romersk konsul